# Dasineura armoraciae
Dasineura armoraciae är en tvåvingeart som först beskrevs av Vimmer 1936.  Dasineura armoraciae ingår i släktet Dasineura och familjen gallmyggor. Inga underarter finns listade i Catalogue of Life.